# Різдво Івана Предтечі
Ця стаття — про велике церковне свято. Про східнослов'янську обрядовість див. Іван Купала
Різдво Івана Предтечі — християнське свято на честь народження Івана Хрестителя, яке відзначається 24 червня. Встановлене на честь народження сина у старих батьків — праведних Захарії та Єлисавети, що згодом став Іваном Хрестителем (інакше іменованим Предтечею).
Свято на честь Різдва Івана Хрестителя — одне з тих дуже нечисленних свят православного літургійного календаря, коли святкується народження прославленої особи. У назвах інших православних свят слово «різдво» (народження) зустрічається лише двічі — мова йде про свята Різдва Христового та Різдва Пресвятої Богородиці.
У Римо-католицькій церкві свято має найвищий ранг — торжество.

## Євангельська розповідь
Різдво Івана Предтечі описано лише одним євангелістом. Розповідь про цю подію ми знаходимо в 1-му розділі Євангелія від Луки. Згідно з цією розповіддю, батько і мати Івана Предтечі носили імена Захарія та Єлисавета, жили в часи Ірода, царя Юдейського, причому Захарія був священиком (Лк 1:5). Обидва вони були праведні, досягли похилого віку, але не мали дітей (Лк 1:5-7).
«Бездітність у євреїв вважалася великим нещастям, навіть ганьбою», тому, як оповідає євангеліст, відсутність дітей у подружжя спричинило за собою «ганьбу між людьми» (Лк 1:25) і молитву подружжя про дарування чада, яка була почута (Лк 1:13).
Захарія в той час, коли він здійснював кадіння в храмі (Лк 1:8-9), побачив ангела (Лк 1:11) і отримав від нього передбачення: про народження сина; про те ім'я, яким сина назвуть; про радість, яку принесе його народження як Захарії, так і багатьом представникам ізраїльського народу; про те, що син буде великий перед Господом; про майбутню місію його сина — «людей спорядити для Господа» (Лк 1:13-17).
Захарія, бувши старим, засумнівався в почутому і в результаті, на підтвердження правильності почутих слів, був позбавлений Архангелом Гавриїлом дару мови (Лк 1:18-20, 22). Після закінчення днів служби Захарії у храмі його дружина завагітніла (Лк 1:23-24) та свого часу народила сина (Лк 1:57). Однак дар мови до Захарії повернувся не в сам день народження сина, а лише тоді, коли зайшла мова про наречення імені немовляті, на восьмий день (Лк 1:59-64).

## Дата свята
Дата Різдва Івана Предтечі була обчислена на основі євангельського свідоцтва про 6-місячну різницю у віці між Іваном та Христом. Свято виявилося близьким до літнього сонцестояння, оскільки Різдво Христове було приурочено до зимового. Таким чином, після Різдва Христа довжина світлового дня починає зростати, а після Різдва Івана — зменшуватися (за аналогією зі словами Івана, «Йому має рости, мені ж маліти», див. Ин 3:30).

### Святкування в Німеччині
За доби середньовіччя по всій Німеччині запалювали обрядові багаття, після Реформації і в протестантських областях, наприклад в Саксонії. Святкування Дня Святого Івана Хрестителя злилося багато в чому з днем літнього сонцестояння (22 червня). За народними уявленнями, стрибки через багаття і прогін худоби через нього сприяють захисту людей і тварин від хвороб і чаклунства. З метою лікування в багатьох областях Німеччини до вогнищ раніше приносили хворих дітей. За повір'ями головешки з багаття, що зберігалися в будинку, захищали від пожежі. З метою оберега клали також щіпку золи з багаття до корму худобі. З культом сонця був пов'язаний звичай скачувати з височини палаючі колеса як знак сонця, смоляні бочки, палаючі диски.
В обрядовості Дня Івана Хрестителя велику роль грали трави, деякі з них отримували назву за іменем святого — «Іванова трава». У кожній місцевості була своя «Іванова трава», часто це був звіробій, в Тюрінгії — арніка, яку використовували для приготування мазей, в лікувальних цілях збирали також кмин та інші трави. За повір'ям, трави, зірвані в цей день і освячені в церкві, захищали людей від хвороб, будинки — від бур і пожеж. Букет або вінок з таких трав, повішений над вхідними дверима, закривав відьмам доступ до будинку. Це свято відзначали приготуванням особливих страв, у Баварії, наприклад, досі поширеним звичаєм є пироги «кюхельн» — з трьома, сімома або дев'ятьма різними начинками, серед яких обов'язково була їстівний різновид бузини. Важливу роль в обрядовості цього свята грає вода, зокрема ритуальне купання, оскільки воді в цей день приписують чудодійний вплив.

### Святкування в Канаді
У Нижній Канаді святкування Дня Івана Хрестителя перетворилося на свято патріотів і проводиться в один день з Національним святом Квебека.

## Богослужбове вшанування
У православній церкві Різдво Івана Предтечі належить до великих свят (не будучи дванадесятим святом) і святкується за шість місяців до Різдва Христового, 24 червня. Цей день переважно припадає на Петрів піст.
Різдво Івана Предтечі — одне з тих дуже нечисленних свят православного церковного календаря, коли святкується народження особи. Дійсно, в назвах свят Православної Церкви ми зустрічаємо слово «Різдво» (народження) лише тричі: Різдво Христове, Різдво Пресвятої Богородиці та Різдво Івана Предтечі. Сам цей факт підкреслює виняткове становище Івана Предтечі серед святих, шанованих Православною Церквою.
Повна назва свята в богослужбових книгах Православної церкви: Різдво Чесного славного пророка, Предтечі і Хрестителя Івана (дав.-гр. Τὸ Γενέσιον τοῦ τιμίου ἐνδόξου Προφήτου Προδρόμου καὶ Βαπτιστοῦ Ἰωάννου) Напередодні свята увечері проводиться всенічна служба. Стихири свята були написані різними гімнографіями: Іваном ченцем, Анатолієм, Андрієм Критським, Касією черницею; в VIII столітті Іван Дамаскин написав канон цього свята, другий канон написаний Андрієм Критським.
|                                 | грецькою мовою | церковнослов'янською (транслітерація) | Українською мовою |
| ------------------------------- | --- | --- | --- |
| Тропар свята, глас 4 (Ἦχος δ ') | Προφῆτα καὶ Πρόδρομε, τῆς παρουσίας Χριστοῦ, ἀξίως εὐφημῆσαί σε οὐκ εὐποροῦμεν ἡμεῖς, οἱ πόθῳ τιμῶντές σε · στείρωσις γὰρ τεκούσης, καὶ πατρὸς ἀφωνία, λέλυνται τῇ ἐνδόξῳ, καὶ σεπτῇ σου γεννήσει, καὶ σάρκωσις Υἱοῦ τοῦ Θεοῦ, κόσμῳ κηρύτεται. | Проро́че и Предте́че прише́ствия Христо́ва, досто́йно восхвали́ти тя недоуме́ем мы, любо́вию чту́щии тя: непло́дство бо ро́ждшия и о́тчее безгла́сие разре́шися сла́вным и честны́м твои́м рожде́ством, и воплоще́ние Сы́на Бо́жия ми́рови пропове́дуется. | Пророк і Предтеча пришестя Христового, ми, з любов'ю шануємо тебе, дивуємося, як гідно возвеличити тебе: бо безплідна народила і німота батька розв'язалися славним і святим твоїм народженням, і про втілення Сина Божого світу сповіщається. |
| Кондак свята, глас 3 (Ἦχος γ ') | Ἡ πρὶν στεῖρα σήμερον, Χριστοῦ τὸν Πρόδρομον τίκτει, καὶ αὐτὸς τὸ πλήρωμα, πάσης τῆς προφητείας · ὄνπερ γάρ, προανεκήρυξαν οἱ Προφῆται, τοῦτον δή, ἐν Ἰορδάνῃ χειροθετήσας, ἀνεδείχθη Θεοῦ Λόγου, Προφήτης Κήρυξ ὁμοῦ καὶ Πρόδρομος.            | Пре́жде непло́ды днесь Христо́ва Предте́чу ражда́ет, и той есть исполне́ние вся́каго проро́чества: Его́же бо проро́цы пропове́даша, на Сего́ во Иорда́не ру́ку положи́в, яви́ся Бо́жия Сло́ва проро́к, пропове́дник, вку́пе и Предте́ча.                  | Перш за все неплідна нині Христового Предтечу народжує, і він — виконання всіх пророцтв, бо, поклавши руку в Йордані на Того, Кого пророки провіщали, з'явився пророком Слова Божого, проповідником і разом з тим Предтечею.                   |
| величання                       | - | Велича́ем тя, Предте́че Спа́сов Иоа́нне, и чтим е́же от непло́дове пресла́вное рождество́ твое́. | Славімо тебе, Предтеча Спасителя Іван, і почитаємо преславне Твоє народження від неплідної матері твоєї. |

## Інші свята, присвячені Івану Хрестителю
На честь Івана Хрестителя встановлено також такі свята:
- 23 вересня — Зачаття Івана Хрестителя[ru];
- 7 січня — Собор Предтечі та Хрестителя Господнього Івана;
- 24 лютого — перше і друге Знайдення голови Івана Хрестителя[ru];
- 25 травня — третє Знайдення голови Івана Хрестителя[ru];
- 29 серпня — Усікновення голови Івана Хрестителя — велике свято.

## Слов'янська обрядовість
Слов'янські народні назви свята: Івана Купала, Іванів день, Іван Кольоровий, Іван Травник, Іван Травний, Іван Чаклун, Іван Любовний, Іван Охайний, Іван Веселий, Іван Купальник, Іван Лопухуватий, Іван Гулящий, Іван-градобій. Традиційно вважається, що за часів Русі-України християнське свято Різдва Івана Предтечі злилося з «язичницьким святом слов'ян Купало, що знаменує літнє сонцестояння».
Назву свята раніше пов'язували з ім'ям язичницького божества Купала або Купало, хоча саме існування такого божества оскаржується (на тій підставі, зокрема, що перша згадка про це «божество» міститься в літописі XVII століття). З цієї причини набагато більш правдоподібним є пояснення, згідно з яким назва Іван Купала є слов'янським народним варіантом імені Іван Хреститель (грец. Ιωάννης ο Βαπτιστής, оскільки епітет Івана — грец. βαπτιστής — перекладається як «купатель, занурювач».

## Зауваження
1. ↑  Деякими православними церквами святкується 24 червня (7 липня)  за юліанським календарем, зокрема Єрусалимською, Російською, Сербською, Грузинською, Польською і Македонською православними церквами.